# Ям Столыпино
Ям Столыпино — деревня в Селижаровском районе Тверской области. Относится к Оковецкому сельскому поселению.

## География
Ям Столыпино расположено на берегу реки Кудринка (приток Пырошни), примерно в 29 километрах (по шоссе) на юго-запад от райцентра, высота центра селения над уровнем моря — 218 м. Деревня связана автобусным сообщением с райцентром и соседними населёнными пунктами.

## Население
| 2010 |
| ---- |
| 8    |